# Hyrdebrevet af 31. august 1943
Hyrdebrevet af 31. august 1943 var et hyrdebrev udsendt til præsterne i Københavns stift, som reaktion på regeringens afgang. Brevet er udformet af Københavns biskop Hans Fuglsang-Damgaard.